# Компанія «Целестин»
«Компанія „Целестин“» (італ. La Compagnia dei Celestini) — фантастичний роман, який написав італійський письменник Стефано Бенні та опублікувало видавництво Feltrinelli в 1992 році.

## Сюжет
Все починається з простої історії, в якій троє сиріт, Люцифер, Алі та Меморіно, тікають з притулку Небесних Сиріт, щоби взяти участь у надсекретному Чемпіонаті світу з футболу. На їхній слід виходять дон Біфферо і дон Бракко, сповнені рішучості знайти їх до того, як новина про їхню втечу стане надбанням громадськості. Але двоє журналістів Фіміколі та Розаліно дізнаються, що сталося, і винюхують сенсацію: бути першими, хто зможе зафільмувати Чемпіонат Палластради. Тож вони також вирушають у погоню. Сюжет розгортатиметься на тлі давнього пророцтва.

## Видання
- La Compagnia dei Celestini (вид. collana Universale Economica Feltrinelli). Feltrinelli. 1995. с. 286. ISBN 88-07-81279-7.
- La Compagnia dei Celestini (вид. collana Universale Economica Feltrinelli). Feltrinelli. 2010. с. 286. ISBN 978-88-07-81279-8.

## Адаптації
Анімаційний серіал італійсько-французького виробництва «Вуличний футбол — Компанія „Целестин“» був оснований на романі Бенні.